# آنتونیو ارناندس (بازیکن فوتبال)
آنتونیو ارناندس (اسپانیایی: Antonio Hernández‎؛ زادهٔ ۱ آوریل ۱۹۵۵) بازیکن فوتبال اهل مکزیک بود.
وی همچنین در تیم ملی فوتبال مکزیک بازی کرده‌است.